# ダニエル・スミス (測量士)
ダニエル・スミス（英語: Daniel Smith、1748年10月29日 - 1818年6月16日）は、アメリカ合衆国の測量士、アメリカ独立戦争ペイトリオット。アメリカ合衆国上院議員としてテネシー州で2回選出された。

## 生涯
バージニア植民地スタフォード郡で生まれ、ウィリアムズバーグにあるウィリアム・アンド・メアリー大学に進学した。測量士となってオーガスタ郡に転居し、1773年、郡の副測量士となった。ダンモアの戦争やアメリカ独立戦争の際に、民兵幹部としてヴァージニア州の州境の防御を援護した。1780年にオーガスタ郡の保安官になり、民兵大佐に任命され、ギルフォード郡庁舎の戦いおよびキングスマウンテンの戦いを含むアメリカ独立戦争後期に活躍した。1781年10月5日、スミスは大陸軍南部方面部隊のトーマス・ハッチンスの副測量士補に任命された。
戦争終盤、スミスは軍での功績の対価に土地の供与を求めて現在のテネシー州サムナー郡に移住した。後に郡測量士としてテネシー州ナッシュビルとなる場所の測量を行なった。彼はこの地域で有名になり、民兵准将に任命された。1789年、アメリカ合衆国憲法の承認投票のためノースカロライナ州会議の一員となった。1790年、ジョージ・ワシントン大統領から南西部領土長官に任命された。1796年、テネシー州憲法作成会議の一員となり、6月1日にテネシー州憲法が制定された。スミスは最初のテネシー州公式地図を作成した。
1798年10月6日、アンドリュー・ジャクソンの後を受けてテネシー州選出上院議員となった。1805年3月4日に上院議員に再選し、1809年の任期終了後はテネシー州サムナー郡ヘンダーソンヴィルにある邸宅ロック・キャッスルに戻り、農業および事業を続けた。1818年に当地で死去し、隣接する一族の墓地に埋葬された。
現在、ロック・キャッスルは中部テネシーに現存する初期のプランテーションの1つとしてアメリカ合衆国国家歴史登録財に登録されている。